# Dvorac Lobor
Dvorac Lobor ili Loborgrad je višeslojni objekt u općini Lobor.
Smješten je izvan istoimenog naselja u nizini, uz cestu koja vodi prema Zlataru. Izgradnju dvorca započela je obitelj Keglević krajem 16. ili početkom 17. stoljeća kada napušta svoj Lobor Grad. Današnji oblik četverokrilnog dvorca s dvorištem u sredini poprima u 18. stoljeću, kada uz dva postojeća krila dograđuju nova dva troetažna krila. Glavno pročelje dvokatnog dvorca raščlanjeno je pilastrima i naglašeno altanom na četiri para stupova. S dvorišne strane duž hodnika nižu se arkade. U sklopu dvorca nalazi se kapela s drvenim zvonikom. Dvorac se ubraja među istaknutije primjere feudalne barokne arhitekture Hrvatskoga zagorja.

## Zaštita
Pod oznakom Z-1905 zavedena je kao nepokretno kulturno dobro – pojedinačno, pravna statusa zaštićena kulturnog dobra, klasificirano kao "profana graditeljska baština".